# Alberto Di Pisa
Girolamo Alberto Di Pisa (Pietrasanta, 1º ottobre 1943 – Palermo, 4 febbraio 2022) è stato un magistrato italiano.

## Biografia
Nel 1971 è stato pretore a Castelvetrano e poi a Palermo. Sostituto procuratore della Repubblica al tribunale del capoluogo siciliano, dal 1982 fece parte del Pool antimafia, ideato da Rocco Chinnici per tutti gli anni 1980, ed è stato tra i giudici che istruirono il maxiprocesso di Palermo. In tale veste, nel 1982 raccolse insieme al collega Vincenzo Geraci le dichiarazioni dei primi collaboratori di giustizia, il milanese Gennaro Totta, che confessò numerosi traffici di droga in società con mafiosi siciliani, e il palermitano Stefano Calzetta, il quale ricostruì gli omicidi compiuti dalla feroce cosca di Corso dei Mille.

### La vicenda del "corvo di Palermo"
Fu, suo malgrado, uno dei protagonisti della vicenda del "Corvo di Palermo": il giudice fu condannato nel 1992 in primo grado a un anno e sei mesi perché nel 1989 l'Alto commissario per la lotta alla mafia Domenico Sica indicò fosse sua l'impronta digitale lasciata su uno dei messaggi anonimi di accuse inviati ai magistrati Giovanni Falcone, Giuseppe Ayala e Pietro Giammanco, al capo della polizia Vincenzo Parisi e al questore Gianni De Gennaro. Nel frattempo nel 1989 Di Pisa era stato trasferito d'ufficio a Messina e dopo la condanna nel 1992 sospeso dal servizio. È stato assolto definitivamente nel dicembre 1993 "per non aver commesso il fatto". Anni dopo Di Pisa dichiarò che le sue impronte furono falsificate per coprire le malefatte sul pentito Totuccio Contorno e, in un'intervista, affermò: "Ci fu una convergenza di interessi, politica, servizi, poteri forti, che avevano l'obiettivo di togliermi le inchieste scottanti che avevo in mano, quella su mafia e appalti, sulla morte dell'ex sindaco Insalaco, sulla massoneria, sugli omicidi di Montana e Cassarà. Il procuratore Giammanco me le tolse tutte ancor prima che arrivasse l'avviso di garanzia". Quindi diviene sostituto procuratore generale a Palermo.

### Anni successivi
Viene nominato dal CSM procuratore della Repubblica di Termini Imerese nel 2003 e nel 2008 del tribunale di Marsala, procura che era stata guidata da Paolo Borsellino. Nel 2010 e nel febbraio 2015 gli sono stati inviati messaggi anonimi di minacce insieme a proiettili.
Lascia la magistratura per limiti d'età il 31 dicembre 2015.

## Opere
- Morti opportune, Palermo, NDF, 2020.